# Głuptak maskowy
Głuptak maskowy (Sula dactylatra) – gatunek dużego ptaka morskiego z rodziny głuptaków (Sulidae). Występuje głównie na tropikalnych wodach oceanów. Nie jest zagrożony.

## Systematyka
Gatunek ten po raz pierwszy zgodnie z zasadami nazewnictwa binominalnego opisał w 1831 roku René Lesson. Autor nadał mu nazwę Sula dactylatra (która obowiązuje do tej pory), a jako miejsce typowe wskazał Wyspę Wniebowstąpienia. Międzynarodowy Komitet Ornitologiczny (IOC) wyróżnia 4 podgatunki S. dactylatra:
- S. dactylatra dactylatra R. Lesson, 1831
- S. dactylatra melanops Hartlaub, 1859
- S. dactylatra tasmani van Tets, Meredith, Fullagar & P.M. Davidson, 1988
- S. dactylatra personata Gould, 1846

Opisano też nieuznawane obecnie podgatunki: fullagari (zsynonimizowany z S. d. tasmani), bedouti i californica (zsynonimizowane z S. d. personata). Za podgatunek głuptaka maskowego był dawniej uznawany głuptak galapagoski (Sula granti) traktowany obecnie jako osobny gatunek. Niektórzy autorzy sugerują podniesienie S. d. tasmani do rangi gatunku.

## Występowanie
Obszary lęgowe ma na wyspach w strefach tropikalnych i subtropikalnych Oceanu Atlantyckiego (bez wschodniej części), Spokojnego i Indyjskiego. Poza okresem lęgowym rozprzestrzenienie ptaków nie jest jeszcze dobrze poznane.
Poszczególne podgatunki zamieszkują:
- S. dactylatra dactylatra – od Karaibów po wyspy południowo-zachodniego Atlantyku i dalej na wschód po Wyspę Wniebowstąpienia i Wyspę Świętej Heleny
- S. dactylatra melanops – Morze Czerwone, północno-zachodni Ocean Indyjski
- S. dactylatra tasmani – Morze Tasmana (wyspy Lord Howe i Norfolk), wyspy Kermadec
- S. dactylatra personata – południowy i wschodni Ocean Indyjski oraz Ocean Spokojny po wyspy u wybrzeży zachodniego Meksyku i zachodniej Ameryki Południowej.

## Morfologia

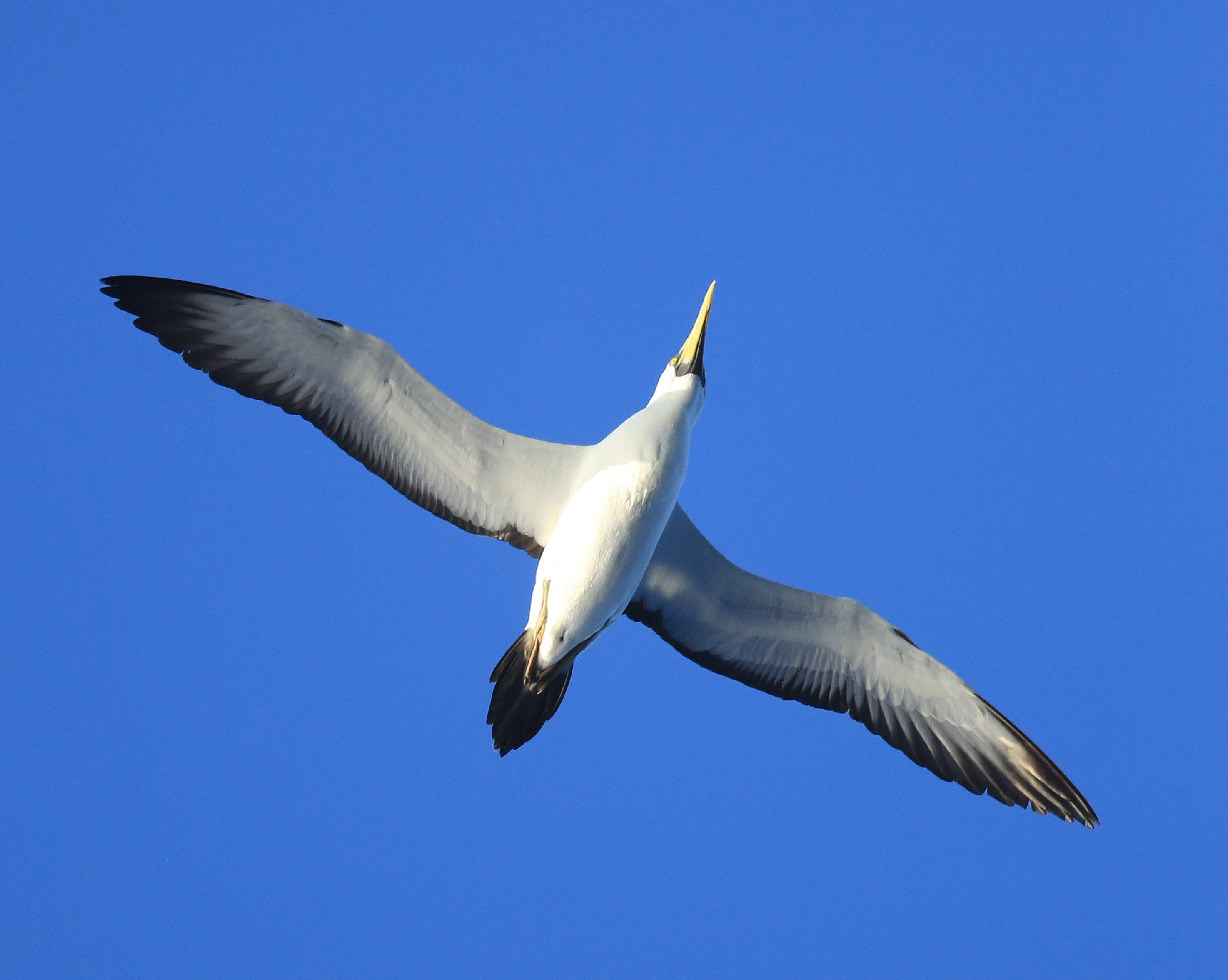
Głuptak maskowy w locie

Długość ciała: samce 74–82 cm, samice 75–86 cm; rozpiętość skrzydeł 152–155 cm; masa ciała: samce 1220–2211 g, samice 1470–2353 g.
Samice są podobne do samców, choć przeciętnie są nieco większe i cięższe; płeć ptaka można wiarygodnie rozróżnić jedynie po głosie.
Cechy charakterystyczne ubarwienia:
- czarny ogon,
- długi, czarny prążek ma tylnej krawędzi skrzydeł,
- skóra maski i gardła niebieskoszara (z daleka połyskuje czarno),
- głowa biała,
- dziób żółty (czasami także matowy lub zielonożółty),
- oczy żółte,
- stopy barwy od żółtej po szarą.

## Ekologia i zachowanie

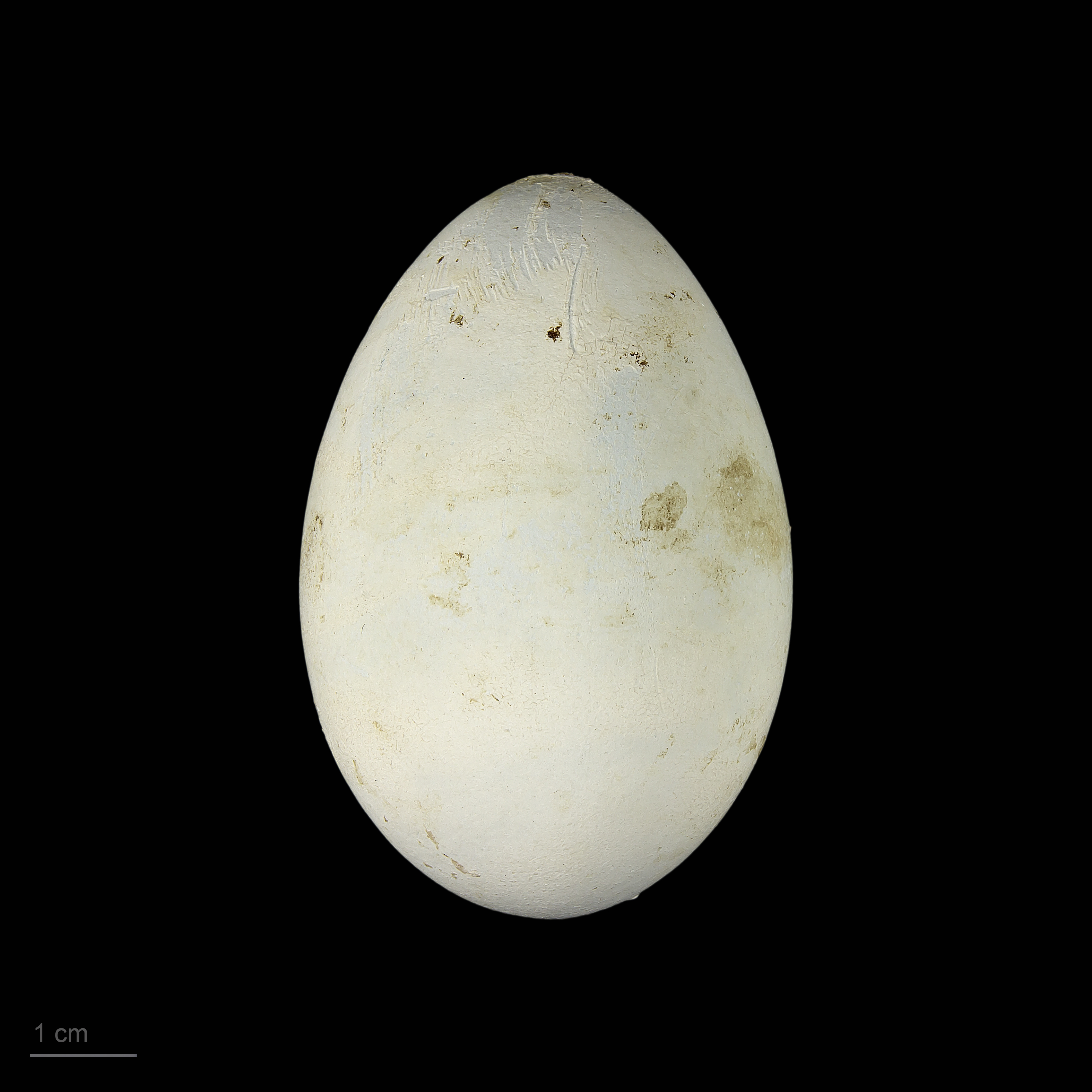
Jajo z kolekcji muzealnej

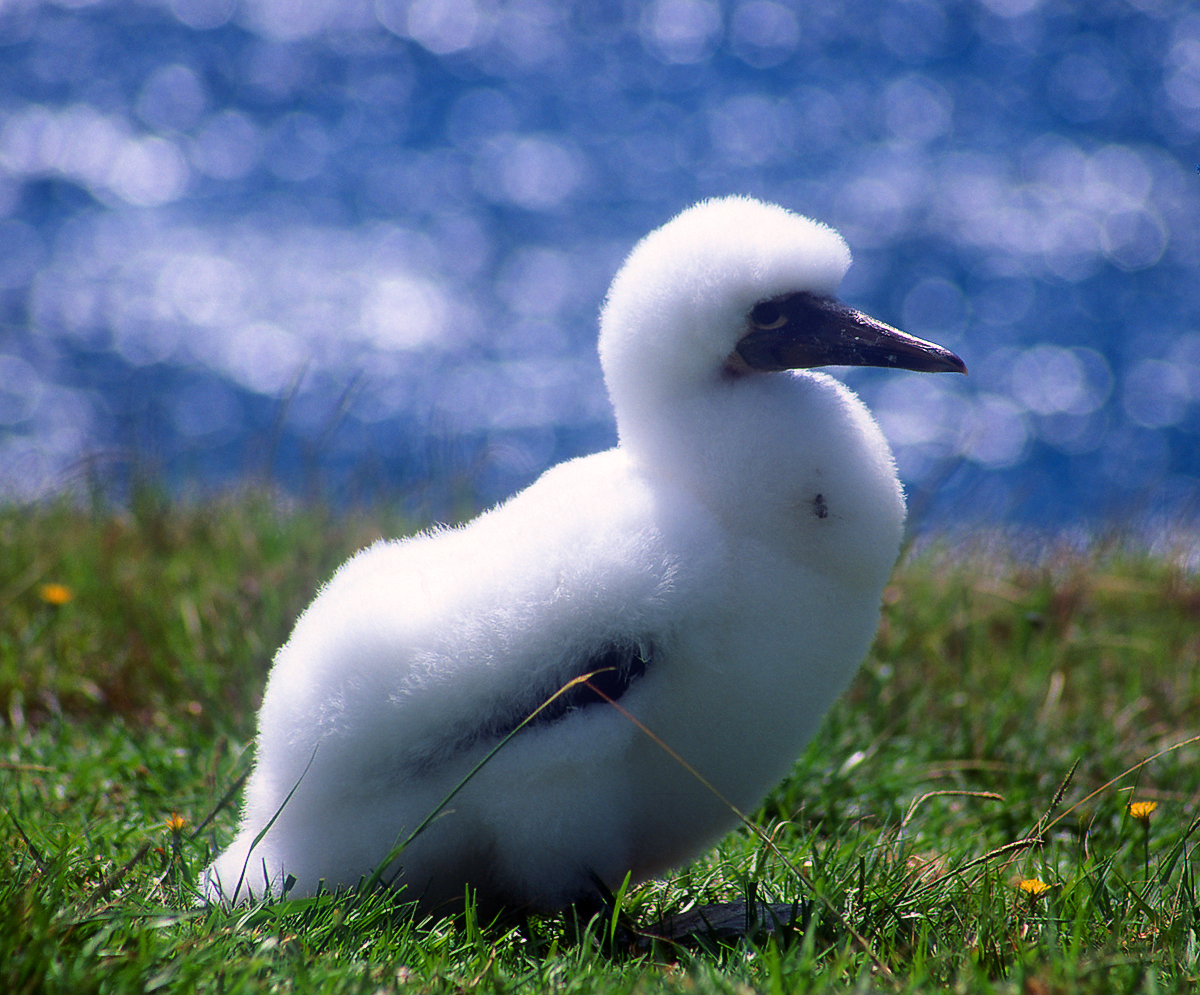
Pisklę

ZachowaniePoza okresem lęgowym większość populacji jest osiadła, niektóre wędrują jednak na inne obszary.
RozmnażanieLęgi odbywa w różnych porach roku.
PożywienieŻywi się dużymi rybami ławicowymi, ale także dużymi kałamarnicami.

## Status
W Czerwonej księdze gatunków zagrożonych IUCN głuptak maskowy jest klasyfikowany jako gatunek najmniejszej troski (LC – Least Concern). Liczebność populacji nie została oszacowana, ale ptak ten opisywany jest jako dość pospolity. BirdLife International ocenia trend liczebności populacji jako spadkowy ze względu na drapieżnictwo gatunków inwazyjnych (np. szczurów) i niezrównoważony poziom eksploatacji przez człowieka (pozyskiwanie jaj, polowania).